# Günter Gaus

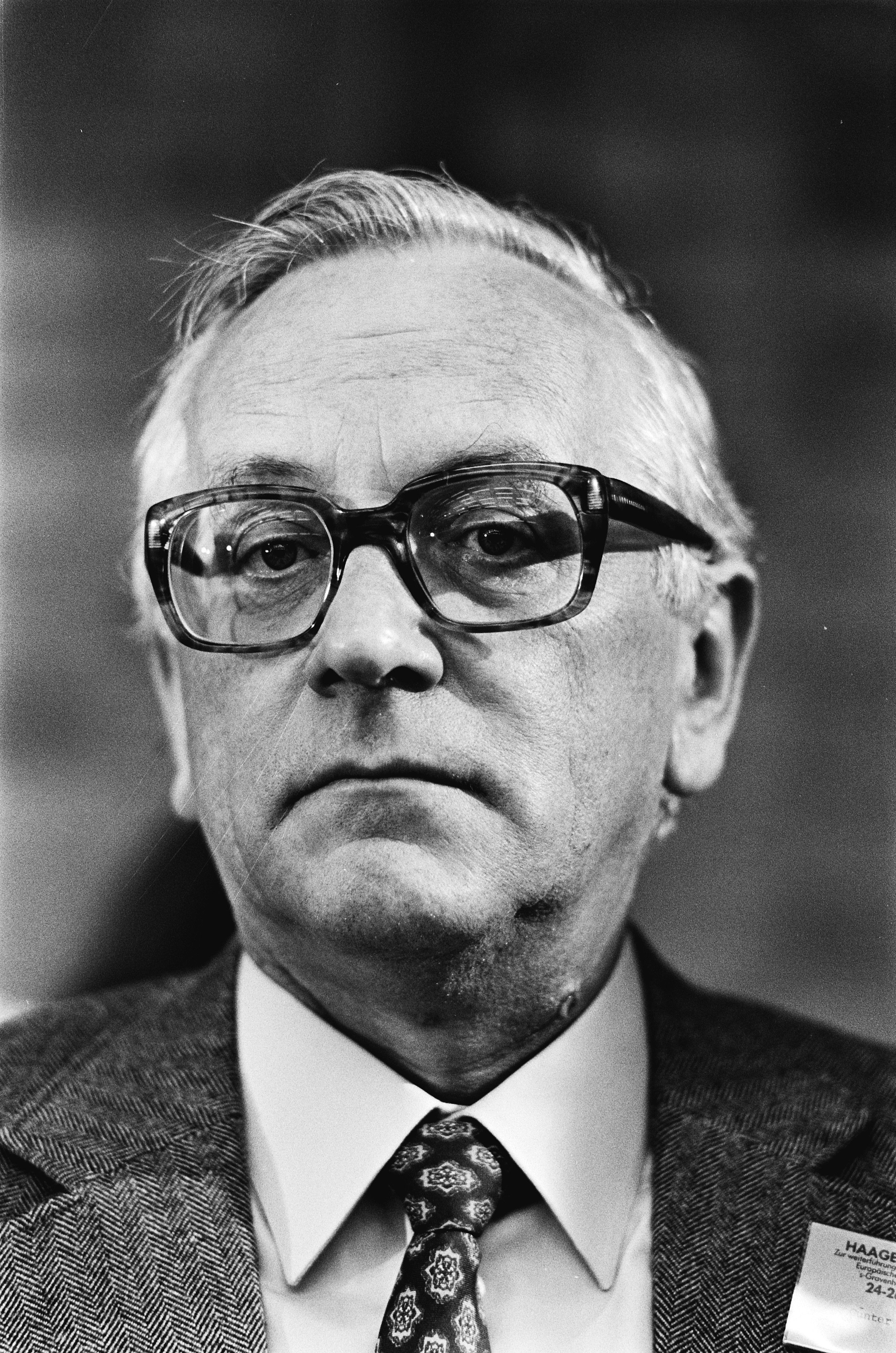
Günter Gaus (1982)

Günter Kurt Willi Gaus (* 23. November 1929 in Braunschweig; † 14. Mai 2004 in Hamburg-Altona) war ein deutscher Journalist, Publizist, Diplomat und Politiker. Bekannt war er vor allem durch die Fernsehreihe Zur Person, in der er Prominente, insbesondere Politiker, interviewte.

## Leben
Günter Gaus wuchs als Sohn des Kaufmanns Willi Gaus und dessen Ehefrau Hedwig in Braunschweig auf. Seine Eltern betrieben einen Laden für Gemüse und Südfrüchte. Bombennächte in Luftschutzbunkern und der verheerende Bombenangriff vom 15. Oktober 1944 prägten den jungen Gaus nachhaltig. Gaus besuchte die nahe dem Elternhaus gelegene Gaußschule, wo er 1949 das Abitur ablegte. Während der letzten Jahre seiner Schulzeit war er ab 1947 Chefredakteur und Mitherausgeber von Der Punkt, einer der ersten Schülerzeitungen der Nachkriegszeit in Deutschland. Zu dieser Zeit wollte er bereits Journalist werden und hospitierte bei der Braunschweiger Zeitung. Anschließend studierte er Germanistik und Geschichte an der Ludwig-Maximilians-Universität München. Schon während des Studiums war er journalistisch tätig.
In den 1950er und 1960er Jahren arbeitete Gaus bei verschiedenen Tages- und Wochenzeitungen, darunter Der Spiegel und die Süddeutsche Zeitung, wo er von 1961 bis 1965 politischer Redakteur war. Bekannt wurde seine Sendereihe Zur Person, die zum ersten Mal am 10. April 1963 im ZDF ausgestrahlt wurde. Hierin stellte Gaus jeweils einen Gast in Form eines Interviews vor. Die so entstandenen Porträts von Politikern, Wissenschaftlern und Künstlern gelten als Klassiker und werden im Fernsehen wiederholt. Gaus war in den Sendungen meist nur zu hören und führte die Reihe (teilweise unter anderem Titel) auf verschiedenen dritten Programmen über Jahrzehnte fort, zeitweise auch für dctp bei Sat.1.
Von 1965 bis 1968 war er Programmdirektor für Hörfunk und Fernsehen beim Südwestfunk, 1966 auch Leiter des politischen TV-Magazins Report Baden-Baden. Nachdem er Mitte der 1960er Jahre in Büchern zur aktuellen politischen Lage in der Bundesrepublik Stellung genommen hatte, wurde er 1969 Chefredakteur des Wochenmagazins  Der Spiegel. Der Spiegel und Gaus unterstützten die neue Ostpolitik der sozialliberalen Koalition. 1971 hatte er einen schauspielerischen Gastauftritt in der Tatort-Folge AE612 ohne Landeerlaubnis, in der er den Chef der Flugsicherung darstellte.

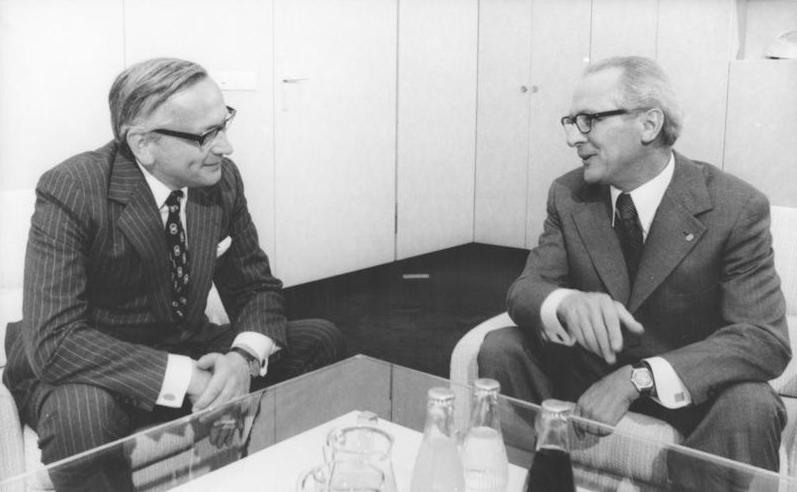
Günter Gaus als Ständiger Vertreter der Bundesrepublik 1974 im Gespräch mit Erich Honecker

1973 wechselte Gaus in die Politik und wurde Staatssekretär im Bundeskanzleramt. Er war als erster Leiter der Ständigen Vertretung der Bundesrepublik Deutschland bei der DDR vorgesehen und übernahm dieses Amt auch nach Inkrafttreten des Grundlagenvertrages und der Einrichtung der Ständigen Vertretung im Jahr 1974. In dieser Position, die er bis 1981 innehatte, konnte er als „Chefunterhändler“ mit der DDR-Regierung viele humanitäre Erleichterungen für deutsch-deutsche Kontakte aushandeln. Zu seinen Verdiensten zählen unter anderem 17 Abkommen, die beispielsweise den Bau der Autobahn Hamburg-Berlin und Erleichterungen im Transitverkehr ermöglichten.
1976 trat Gaus in die SPD ein. 1981 gab er das Amt des Ständigen Vertreters an Klaus Bölling ab und wurde für kurze Zeit Senator für Wissenschaft und Kunst in Berlin. Nach der Wahlniederlage der SPD bei der Abgeordnetenhauswahl 1981 wandte er sich wieder der journalistischen Tätigkeit zu. In den 1980er Jahren verfasste er mehrere Bücher zur Lage der Bundesrepublik und der deutsch-deutschen Beziehungen sowie zur Sicherheitspolitik. Für sein journalistisches Schaffen erhielt er mehrere Auszeichnungen. Seit 1990 war er Mitherausgeber der linken Wochenzeitung Freitag. Er war auch Mitherausgeber der politisch-wissenschaftlichen Monatszeitschrift Blätter für deutsche und internationale Politik. Die deutsche Wiedervereinigung begleitete er kritisch, vor allem problematisierte er immer wieder eine mangelnde „innere Einheit“. Er war einer der ersten, der den ostdeutschen Umbruch als vorgezogene Systemveränderung im Westen wertete, weg vom gezügelten Rheinischen Kapitalismus, hin zum maßlosen, offensiv und aggressiv agierenden. 2001 trat Gaus wegen der Erklärung von Bundeskanzler Gerhard Schröder zur „uneingeschränkten Solidarität“ mit der US-Regierung aus der SPD aus.

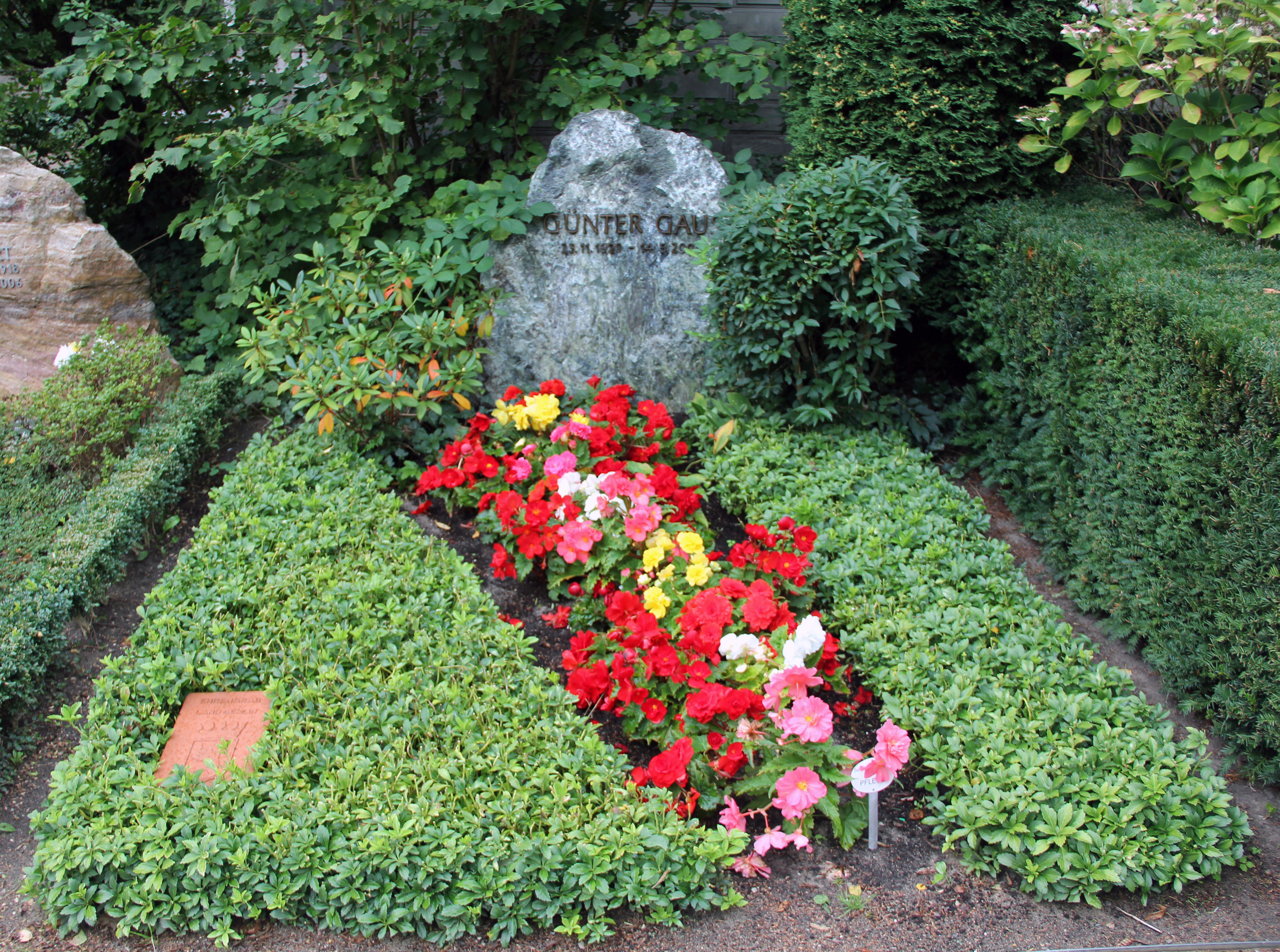
Gaus’ Ehrengrab in Berlin

1955 heiratete er in München Erika Butzengeiger, geboren 1931, Tochter des Bankmanagers Karl Butzengeiger. 1956 kam ihre Tochter Bettina Gaus zur Welt. Sie wurde ebenfalls Journalistin; als politische Korrespondentin arbeitete sie bei der überregionalen tageszeitung in Berlin, später schrieb sie für den Spiegel Kolumnen. Von 1969 bis zu seinem Tod 2004 lebte das Ehepaar, von berufsbedingten Umzügen unterbrochen, in Reinbek bei Hamburg. Im Alter von 74 Jahren erlag Gaus einem langen Krebsleiden. Das Grab von Günter Gaus befindet sich auf dem Dorotheenstädtisch-Friedrichswerderschen Friedhof in Berlin-Mitte, nur wenige Schritte von der ehemaligen „Ständigen Vertretung“ entfernt (Hannoversche Straße 28–30). Seit November 2010 ist es ein Ehrengrab des Landes Berlin. Seine – unvollendeten – Erinnerungen Widersprüche erschienen nach seinem Tod im selben Jahr.

## Auszeichnungen
- Adolf-Grimme-Preis mit Bronze 1964 für die Regie in Zur Person – Gustaf Gründgens
- Besondere Anerkennung der Presse-Jury beim Adolf-Grimme-Preis 1965 für die Regie in Zur Person – Hannah Arendt
- Verdienstkreuz 1. Klasse der Bundesrepublik Deutschland, 1978[10]
- Großes Verdienstkreuz der Bundesrepublik Deutschland, 1981
- „Das politische Buch“, Preis der Friedrich-Ebert-Stiftung, 1987
- Besondere Ehrung des Adolf-Grimme-Preises 1988
- Deutscher Kritikerpreis, 1990
- Hanns-Joachim-Friedrichs-Preis, 2001
- Verdienstorden des Landes Berlin, 2002

## Werke (Auswahl)
- Bonn ohne Regierung? Kanzlerregiment und Opposition. Bericht, Analyse, Kritik. Piper, München 1965.
- Staatserhaltende Opposition oder hat die SPD kapituliert? Gespräche mit Herbert Wehner. Rowohlt, Reinbek bei Hamburg 1966.
- Wo Deutschland liegt. Eine Ortsbestimmung. Hoffmann und Campe, Hamburg 1983, ISBN 3-455-08694-2.
- Deutschland und die Nato. 3 Reden. Rowohlt, Reinbek bei Hamburg 1984, ISBN 3-499-15446-3.
- Die Welt der Westdeutschen. Kritische Betrachtungen. Kiepenheuer & Witsch, Köln 1986, ISBN 3-462-01774-8.
- Deutschland im Juni. Kiepenheuer & Witsch, Köln 1988, ISBN 3-462-01889-2.
- Wendewut. Eine Erzählung. Hoffmann und Campe, Hamburg 1990, ISBN 3-455-08379-X.
- Was bleibt, sind Fragen. Die klassischen Interviews. Verlag Das Neue Berlin, Berlin 1992, ISBN 3-360-01012-4, eingeschränkte Vorschau in der Google-Buchsuche.
- Zur Person. Zeugen der Geschichte. Verlag Das Neue Berlin, Berlin 2001, ISBN 3-360-01025-6, eingeschränkte Vorschau in der Google-Buchsuche.
- Widersprüche. Erinnerungen eines linken Konservativen. Propyläen, Berlin 2004, ISBN 3-549-07181-7, eingeschränkte Vorschau in der Google-Buchsuche.